# NGC 3190
NGC 3190 ist eine Spiralgalaxie im Sternbild Löwe, die etwa 55 Millionen Lichtjahre von der Milchstraße entfernt ist. Die Galaxie gehört zusammen mit NGC 3185, NGC 3187 und NGC 3193 zur kompakten Galaxiengruppe Hickson 44 (HCG 44, Arp 316 (ohne NGC 3185), NGC 3190-Gruppe). Halton Arp gliederte seinen Katalog ungewöhnlicher Galaxien nach rein morphologischen Kriterien in Gruppen. Dieses Galaxientriplett gehört zu der Klasse Gruppen von Galaxien.
In NGC 3190 wurden die beiden Supernovae SN 2002bo und SN 2002cv beobachtet.
Die Galaxie wurde am 12. März 1784 vom deutsch-britischen Astronomen Wilhelm Herschel als nebliges Objekt entdeckt. Der südwestliche Arm der Galaxie erhielt im NGC-Katalog einen eigenen Eintrag (NGC 3189), welchen der Astronom George Johnstone Stoney im Januar 1850 beobachtete.
Die Galaxie ist auf dem Standard-Desktop-Hintergrundbild des Betriebssystems OS X Mountain Lion abgebildet.